# Ulica Markowska w Warszawie
Ulica Markowska – ulica w dzielnicy Praga-Północ w Warszawie.

## Historia
Około 1818 przy ulicy Ząbkowskiej, w miejscu jej przecięcia przez okop Lubomirskiego (późniejsze skrzyżowanie z ulicą Markowską) wzniesiono pawilony rogatek Ząbkowskich. Zostały one rozebrane pod koniec XIX wieku, po przyłączeniu do miasta w 1889 Szmulowizny i przesunięciu jego granic z ul. Markowskiej na wschód, na linię torów kolejowych.
W drugiej połowie XIX wieku w miejscu ulicy istniała droga na nasypie ziemnym, którą transportowano towary między Dworem Terespolskim i Dworcem Petersburskim. Ten teren był nazywany Kolonią Pasztejna (od nazwiska młynarza Szmula Pasztejna). Pierwszy odcinek ulicy, między ulicami Białostocką i Ząbkowską, wytyczono przed 1896, a do 1900 przedłużono ją na południe do ul. Kijowskiej. Nadana nazwa pochodzi od podwarszawskiej miejscowości Marki.
Do 1914 przy ulicy znajdowały się głównie składy i warsztaty. Największym zakładem produkcyjnym przypisanym do numeracji ulicy była fabryka Waberski i S-ka, wytwarzająca urządzenia wentylacyjne, klimatyzacyjne oraz centralnego ogrzewania. W latach 20. i na początku lat 30. XX wieku przy ulicy powstał zespół kamienic czynszowych. W latach 30. pod nr 15 powstała wytwórnia cukrów i czekolady Stefana Dmochowskiego.
W 1924 pod nr 18, na terenie wydzielonym z kompleksu Państwowego Monopolu Spirytusowego, uruchomiono nowy zakład produkcyjny Mennicy Państwowej. Wytwarzano tam m.in. monety wprowadzone do obiegu w wyniku reformy walutowej Władysława Grabskiego. 
1 sierpnia 1944, krótko przed godziną „W”, przy zbiegu z ul. Ząbkowską doszło do potyczki oddziału powstańców z patrolem Schutzpolizei z ul. Targowej 15; zginęło trzech powstańców, a pięciu zostało rannych. 
We wrześniu 1944 Niemcy wysadzili w powietrze budynki Mennicy Państwowej . Produkcję w częściowo odbudowanym obiekcie wznowiono w czerwcu 1946, a później przeniesiono ją na Wolę, do zbudowanego w latach 1950–1952 budynku na rogu ulic Żelaznej i Prostej.
W 2018 poprzez rebranding znajdującej się przy ulicy stacji paliw Bliska Polski Koncern Naftowy Orlen reaktywował markę CPN.

## Ważniejsze obiekty
- Relikty kompleksu produkcyjnego Mennicy Państwowej (nr 18a)[14]
- Centrum Praskie Koneser
- Kaplica Najświętszego Serca Pana Jezusa
- Jamnik (budynek)